# SK Hodonín (1919)
SK Hodonín byl český fotbalový klub z Hodonína, který byl založen roku 1919. Největším úspěchem klubu byla účast v 5 ročnících 2. nejvyšší soutěže (Moravsko-Slezská divize: 1938/39, 1939/40, 1940/41, 1951 a 1952). Ve třetí nejvyšší soutěži se objevil naposled v ročníku 1953. Zanikl v roce 1958 sloučením s TJ Spartak Hodonín do TJ Slovan Hodonín.

## Historické názvy
Zdroje:
- 1919 – SK Hodonín (Sportovní klub Hodonín)
- 1948 – JTO Sokol Hodonín (Jednotná tělovýchovná organisace Sokol Hodonín)
- 1951 – ZSJ Nafta Hodonín (Závodní sokolská jednota Nafta Hodonín)
- 1953 – DSO Baník Hodonín (Dobrovolná sportovní organisace Baník Hodonín)
- 1957 – TJ Baník Hodonín (Tělovýchovná jednota Baník Hodonín)
- 1958 – zanikl sloučením s TJ Spartak Hodonín do TJ Slovan Hodonín

## Umístění v jednotlivých sezonách
Legenda: Z – zápasy, V – výhry, R – remízy, P – porážky, VG – vstřelené góly, OG – obdržené góly, +/− – rozdíl skóre, B – body, červené podbarvení – sestup, zelené podbarvení – postup, fialové podbarvení – reorganizace, změna skupiny či soutěže
| Československo (1934–1939)             |                                                                       |                                                                       |                                                                       |                                                                       |                                                                       |                                                                       |                                                                       |                                                                       |                                                                       |                                                                       |                                                                       |
| Sezóna                                 | Liga                                                                  | Úroveň                                                                | Z                                                                     | V                                                                     | R                                                                     | P                                                                     | VG                                                                    | OG                                                                    | +/−                                                                   | B                                                                     | Pozice                                                                |
| 1934/35                                | I. A třída BZMŽF                                                      | 3                                                                     | 18                                                                    | 11                                                                    | 3                                                                     | 4                                                                     | 52                                                                    | 30                                                                    | +22                                                                   | 25                                                                    | 3.                                                                    |
| 1935/36                                | I. A třída BZMŽF                                                      | 3                                                                     | 20                                                                    | …                                                                     | …                                                                     | …                                                                     | …                                                                     | …                                                                     | …                                                                     |                                                                       | 2.                                                                    |
| 1936/37                                | I. A třída BZMŽF                                                      | 3                                                                     | 22                                                                    | …                                                                     | …                                                                     | …                                                                     | …                                                                     | …                                                                     | …                                                                     |                                                                       |                                                                       |
| 1937/38                                | I. A třída BZMŽF                                                      | 3                                                                     | 22                                                                    | …                                                                     | …                                                                     | …                                                                     | …                                                                     | …                                                                     | …                                                                     |                                                                       | 1.                                                                    |
| 1938/39                                | Moravsko-Slezská divize                                               | 2                                                                     | 22                                                                    | 12                                                                    | 2                                                                     | 8                                                                     | 75                                                                    | 56                                                                    | +19                                                                   | 26                                                                    | 4.                                                                    |
| Protektorát Čechy a Morava (1939–1945) |                                                                       |                                                                       |                                                                       |                                                                       |                                                                       |                                                                       |                                                                       |                                                                       |                                                                       |                                                                       |                                                                       |
| Sezóna                                 | Liga                                                                  | Úroveň                                                                | Z                                                                     | V                                                                     | R                                                                     | P                                                                     | VG                                                                    | OG                                                                    | +/−                                                                   | B                                                                     | Pozice                                                                |
| 1939/40                                | Moravsko-Slezská divize                                               | 2                                                                     | 22                                                                    | 9                                                                     | 3                                                                     | 10                                                                    | 74                                                                    | 84                                                                    | −10                                                                   | 21                                                                    | 4.                                                                    |
| 1940/41                                | Moravsko-Slezská divize                                               | 2                                                                     | 26                                                                    | 8                                                                     | 0                                                                     | 18                                                                    | 60                                                                    | 83                                                                    | −23                                                                   | 16                                                                    | 13.                                                                   |
| 1941/42                                | I. A třída BZMŽF                                                      | 3                                                                     | 23                                                                    | 14                                                                    | 2                                                                     | 7                                                                     | 122                                                                   | 60                                                                    | +62                                                                   | 30                                                                    | 3.                                                                    |
| 1942/43                                | I. A třída BZMŽF                                                      | 3                                                                     | 26                                                                    | …                                                                     | …                                                                     | …                                                                     | …                                                                     | …                                                                     | …                                                                     |                                                                       |                                                                       |
| 1943/44                                | I. A třída BZMŽF                                                      | 3                                                                     | 26                                                                    | 12                                                                    | 4                                                                     | 10                                                                    | 94                                                                    | 75                                                                    | +19                                                                   | 28                                                                    | 4.                                                                    |
| 1944/45                                | Končila druhá světová válka, pravidelné fotbalové soutěže se nehrály. | Končila druhá světová válka, pravidelné fotbalové soutěže se nehrály. | Končila druhá světová válka, pravidelné fotbalové soutěže se nehrály. | Končila druhá světová válka, pravidelné fotbalové soutěže se nehrály. | Končila druhá světová válka, pravidelné fotbalové soutěže se nehrály. | Končila druhá světová válka, pravidelné fotbalové soutěže se nehrály. | Končila druhá světová válka, pravidelné fotbalové soutěže se nehrály. | Končila druhá světová válka, pravidelné fotbalové soutěže se nehrály. | Končila druhá světová válka, pravidelné fotbalové soutěže se nehrály. | Končila druhá světová válka, pravidelné fotbalové soutěže se nehrály. | Končila druhá světová válka, pravidelné fotbalové soutěže se nehrály. |
| Československo (1945–1958)             |                                                                       |                                                                       |                                                                       |                                                                       |                                                                       |                                                                       |                                                                       |                                                                       |                                                                       |                                                                       |                                                                       |
| Sezóna                                 | Liga                                                                  | Úroveň                                                                | Z                                                                     | V                                                                     | R                                                                     | P                                                                     | VG                                                                    | OG                                                                    | +/−                                                                   | B                                                                     | Pozice                                                                |
| 1945/46                                | I. A třída BZMŽF                                                      | 3                                                                     | 30                                                                    | 14                                                                    | 3                                                                     | 13                                                                    | 103                                                                   | 103                                                                   | 0                                                                     | 31                                                                    | 6.                                                                    |
| 1946/47                                | I. A třída BZMŽF – II. okrsek                                         | 3                                                                     | 22                                                                    | …                                                                     | …                                                                     | …                                                                     | …                                                                     | …                                                                     | …                                                                     |                                                                       |                                                                       |
| 1947/48                                | I. A třída BZMŽF – II. okrsek                                         | 3                                                                     | 24                                                                    | …                                                                     | …                                                                     | …                                                                     | …                                                                     | …                                                                     | …                                                                     |                                                                       | 7.                                                                    |
| 1948                                   | I. A třída ZMŽF – okrsek B                                            | 4                                                                     | 11                                                                    | 5                                                                     | 1                                                                     | 5                                                                     | 37                                                                    | 36                                                                    | +1                                                                    | 11                                                                    | 7.                                                                    |
| …                                      |                                                                       |                                                                       |                                                                       |                                                                       |                                                                       |                                                                       |                                                                       |                                                                       |                                                                       |                                                                       |                                                                       |
| 1951                                   | Krajská soutěž – Gottwaldov                                           | 2                                                                     | 17                                                                    | 4                                                                     | 5                                                                     | 8                                                                     | 32                                                                    | 47                                                                    | −15                                                                   | 13                                                                    | 9.                                                                    |
| 1952                                   | Krajský přebor – Gottwaldov                                           | 2                                                                     | 21                                                                    | 9                                                                     | 4                                                                     | 8                                                                     | 62                                                                    | 58                                                                    | +4                                                                    | 22                                                                    | 4.                                                                    |
| 1953                                   | Krajský přebor – Gottwaldov                                           | 3                                                                     | 11                                                                    | 2                                                                     | 2                                                                     | 7                                                                     | 25                                                                    | 46                                                                    | −21                                                                   | 6                                                                     | 12.                                                                   |
| 1954                                   | Krajská soutěž – Gottwaldov                                           | 4                                                                     | 22                                                                    | …                                                                     | …                                                                     | …                                                                     | …                                                                     | …                                                                     | …                                                                     |                                                                       |                                                                       |
| 1955                                   | I. B třída Gottwaldovského kraje – sk. jih                            | 5                                                                     | 22                                                                    | 15                                                                    | 0                                                                     | 7                                                                     | 83                                                                    | 40                                                                    | +43                                                                   | 30                                                                    | 2.                                                                    |
| 1956                                   | I. B třída Gottwaldovského kraje – sk. jih                            | 5                                                                     | 22                                                                    | …                                                                     | …                                                                     | …                                                                     | …                                                                     | …                                                                     | …                                                                     |                                                                       | 3.                                                                    |
| 1957/58                                | I. B třída Gottwaldovského kraje – sk. jih                            | 5                                                                     | 22                                                                    | …                                                                     | …                                                                     | …                                                                     | …                                                                     | …                                                                     | …                                                                     |                                                                       | 9.                                                                    |

Poznámky:
- 1938/39: V prvním divizním utkání, které se hrálo v pondělí 15. srpna 1938 v Hodoníně a domácí je s SK Prostějov prohráli 0:3, nastoupili hostitelé v sestavě Lukovič – Hořínek I, Hořínek II – Šafařík, Zapletal, Jindra – Beneš, Holub, Dašek, Klimša a Mastihuba.[8]
- 1951: Chybí výsledek 1 utkání.[1]
- 1952: Chybí výsledek 1 utkání.[1]
- 1953: Tento ročník byl hrán jednokolově.[1]
- 1957/58: Při probíhající fúzi klubů na jaře 1958 nastupovalo mužstvo v soutěži pod názvem TJ Slovan Hodonín „B“.